# Вежа Хіллброу
Вежа Телком Йобург (англ. Telkom Joburg Tower) - теле- та радіокомунікаційна вежа розташована в передмісті Хіллброу, Йоганнесбург, ПАР. Висота радіо вежі становить 269 метрів. Будівництво тривало з 1968 по 1971 рік і коштувало 2 млн. рандів. Спочатку вежа носила назву колишнього південноафриканського прем'єр-міністра Йоганнса Герхардюса Стрейдома, а в 2005 році її було перейменовано на Вежа Телком Йобург.
Вежа була закрита для широкої публіки в 1981 році. До закриття в вежі працювало 2 ресторана та оглядовий майданчик на висоті 131 метр. 